# Tokyo Tales
Tokyo Tales je první koncertní album německé powermetalové hudební skupiny Blind Guardian. Vydáno bylo v roce 1993 u vydavatelství Virgin Records a obsahuje živé písně nahrané během dvou prosincových koncertů v Japonsku na turné k albu Somewhere Far Beyond (1992).

## Seznam skladeb
| Pořadí         | Název                     | Délka |
| -------------- | ------------------------- | ----- |
| 1.             | Inquisition               | 0:49  |
| 2.             | Banish from Sanctuary     | 6:04  |
| 3.             | Journey Through the Dark  | 5:12  |
| 4.             | Traveler in Time          | 6:43  |
| 5.             | The Quest for Tanelorn    | 6:03  |
| 6.             | Goodbye My Friend         | 6:27  |
| 7.             | Time What Is Time         | 6:41  |
| 8.             | Majesty                   | 7:45  |
| 9.             | Valhalla                  | 6:07  |
| 10.            | Welcome to Dying          | 5:56  |
| 11.            | Lost in the Twilight Hall | 7:25  |
| 12.            | Barbara Ann               | 2:57  |
| Celková délka: | Celková délka:            | 68:04 |

| Bonus (Japonská edice a reedice z roku 2007) | Bonus (Japonská edice a reedice z roku 2007) | Bonus (Japonská edice a reedice z roku 2007) |
| Pořadí                                       | Název                                        | Délka                                        |
| -------------------------------------------- | -------------------------------------------- | -------------------------------------------- |
| 11.                                          | Lord of the Rings                            | 3:53                                         |

## Obsazení
- Hansi Kürsch – basová kytara, zpěv
- André Olbrich – kytary, doprovodný zpěv
- Marcus Siepen – kytary, doprovodný zpěv
- Thomas Stauch – bicí

Hosté
- Marc Zee – klávesy, doprovodný zpěv

Technická podpora
- Thomas Nisch – manažer
- Sascha Wischnewsky – prodej zboží
- Dirkie Busche – kytary
- Daniel Kleckers – bicí
- Kalle Trapp – produkce, zvuk
- Henry Klaere – tour manažer
- Jogi Cappel – světla
- Buffo Schnädelbach – fotografie
- Piet Sielck – technik